# Ruta Federal Forestal de Míchigan 16
La Ruta Federal Forestal 16, (abrevada FFH-16 y conocida en inglés como Federal Forest Highway 16 ) es una ruta de forestal de sentido norte-sur, ubicada en el estado estadounidense de Míchigan. La carretera inicia en el extremo norte en la M-38 en Mass City en el municipio de Greenland del condado de Ontonagon. La ruta se encuentra completamente dentro del Bosque Nacional Ottawa atravesando el condado de Houghton e Iron hasta que culmina en la intersección con la M-28 en Trout Creek en el municipio de Interior del condado de Ontonagon.